# Christine de Saxe (1461-1521)
Pour les articles homonymes, voir Christine de Saxe.
Titres
Reine consort de Danemark
21 mai 1481 – 20 février 1513
(31 ans, 8 mois et 30 jours)
Reine consort de Norvège
20 juillet 1483 – 20 février 1513
(29 ans et 7 mois)
Reine consort de Suède
6 octobre 1497 – 1er août 1501
(3 ans, 9 mois et 26 jours)
Duchesse consort de Schleswig et d'Holstein
12 décembre 1482 – 20 février 1513
(30 ans, 2 mois et 8 jours)
Christine de Saxe (en allemand Christina von Sachsen), née le 25 décembre 1461 à Torgau (Électorat de Saxe) et décédée le 8 décembre 1521 à Odense (union de Kalmar) est une princesse de Saxe devenue reine de l'union de Kalmar.

## Biographie
Fille de Ernest de Saxe et d'Élisabeth de Bavière, le 6 septembre 1478, à Copenhague, elle épouse le prince hériter Jean de cette union naitront :
- Jean (1479) ;
- Ernest (1480) ;
- Christian (1481-1559) ;
- Jacob (1482) ;
- Élisabeth de Danemark (1485-1555) épouse Joachim Ier Nestor de Brandebourg ;
- François (1497-1511).

En 1500, Jean essaye de conquérir la Dithmarse mais son armée est mise en déroute ce qui conduit la Suède à proclamer son indépendance. La reine Christine doit s'enfermer dans son château à Stockholm avec un millier de soldats. Après un siège de sept mois, les soixante-dix survivants quittent le château en échange de la promesse de pouvoir rentrer au Danemark sains et saufs. La promesse n'est pas respectée et la reine reste emprisonnée jusqu'en 1503.
Christine est une femme extrêmement pieuse et d'un grand attachement à l'Église catholique. Elle a fondé deux monastères de religieuses, l'un à Copenhague et l'autre à Odense.
Après la mort du roi Jean, la reine Cristina vécut dans le Château de Næsbyhovet à Odense et ce jusqu'à sa mort. Ses restes reposent dans la Cathédrale Saint-Knud d'Odense, à côté du roi Jean.

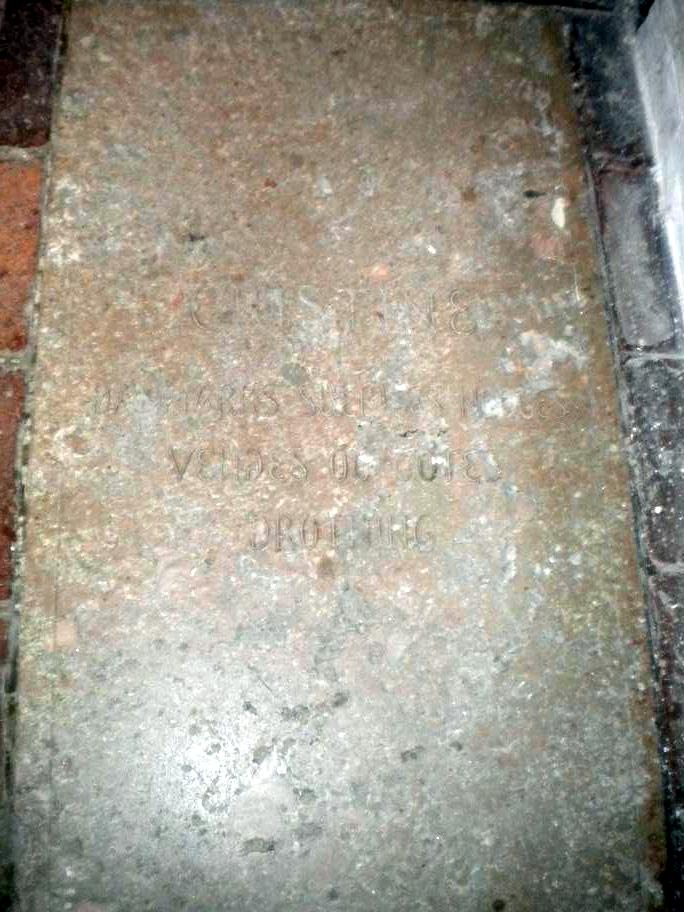
Tombe de la reine Christine.
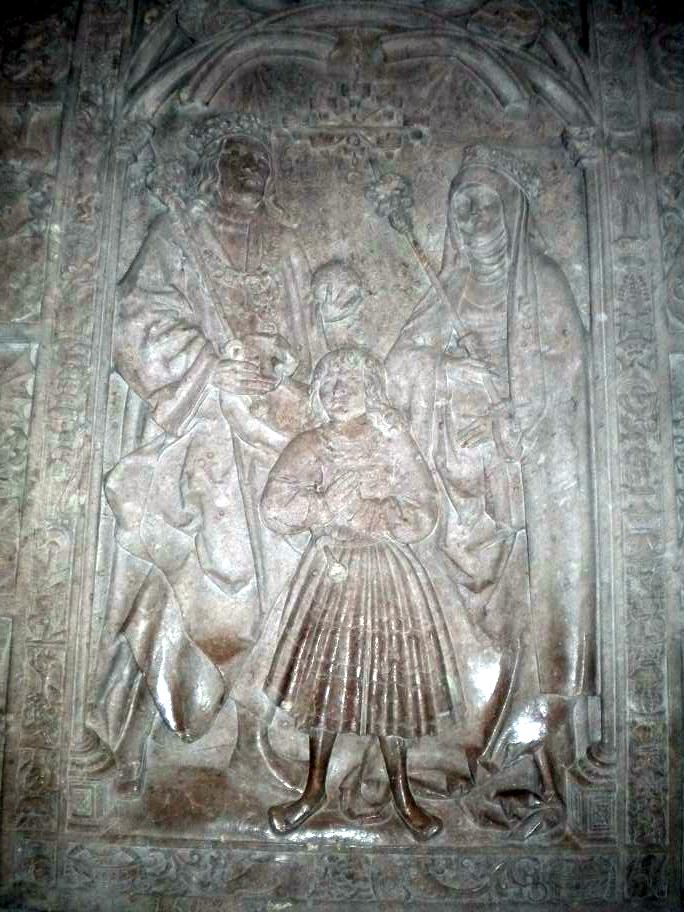
Sculpture du roi Jean, de la reine Christine et du prince Francis.